# Djävulsapa
Ska inte förväxlas med satansapor som lever i Sydamerika.
Djävulsapa eller svart guereza (Colobus satanas) är en markattartad apa som finns i Kamerun, Kongo-Brazzaville, Ekvatorialguinea och Gabon i västra Afrika.

## Utseende
Arten skiljer sig från andra arter i släktet genom en helt svart päls. Den saknar även den vita manen och det vita skägget som finns hos besläktade arter. Kroppen ger ett smalt intryck och svansen är lång. Liksom andra arter i tribus Colobini har den en rudimentär tumme som anpassning till livet i träd. Vikten för hannar går upp till 11 kilogram.
Kroppslängden ligger mellan 58 och 72 centimeter och därtill kommer en 60 till 97 centimeter lång svans.

## Ekologi
Habitatet utgörs av regnskogar. Denna primat är främst aktiv på dagen och vistas vanligen i träd. En flock bildas inte bara av en hanne med sina honor utan av flera hannar samt flera honor och vanligen har gruppen 5 till 15 medlemmar. Reviret är större än hos andra arter i samma släkte.
Födan utgörs främst av frön och dessutom äter djävulsapa unga blad, blommor och frukter.
Honor har en eller två kullar per år. Ungarna är vid födelsen bruna och dias ungefär 8 månader. Ibland hjälper andra gruppmedlemmar vid ungarnas uppfostring. Många ungdjur dör när de måste lämna gruppen på grund av konflikter om hierarkin. Oftast är de vid dessa tillfällen inte tillräckligt mogna. Livslängden för individer som klarar sig ligger vid 20 år.

## Hot
Liksom flera andra apor hotas arten av förstöringen av levnadsområdet samt av jakt för köttets och pälsens skull. Djävulsapa listas av IUCN som sårbar (vulnerable).